# یک رابطه: زنجیر عشق
یک رابطه: زنجیر عشق (به هندی: Ek Rishtaa: The Bond of Love) یا پیوند عاطفه‌ها فیلمی محصول بالیوود سال ۲۰۰۱ و به کارگردانی سونیل دارشان است. در این فیلم بازیگرانی همچون آمیتاب باچان، آکشی کومار، راکهی گولزار، جوهی چاولا، کاریسما کاپور، موهنیش باهل ایفای نقش کرده‌اند.

## بازیگران
- آمیتاب باچان
- آکشی کومار
- راکهی گولزار
- جوهی چاولا
- کاریسما کاپور
- موهنیش باهل
- سیمونه سینگ
- آلوک نات
- شاکتی کاپور
- اشیش ویدیارتی
- شارات ساکسنا
- سونیل شتی